# One 2 Many
I One 2 Many sono stati un gruppo musicale pop norvegese formatosi nel 1988. Il gruppo era composto da Dag Kolsrud, Camila Griehsel e Jan Gisle Ytterdal ed è stato attivo per due anni, fino al 1990.

## Storia
Il gruppo, pur avendo pubblicato solo un album, ha riscosso molto successo nel 1989 sia con il disco stesso, Mirror, che ha raggiunto la terza posizione della classifica norvegese, e alcuni singoli. In particolare Downtown ha raggiunto la prima posizione della classifica dei singoli norvegese e ha avuto successo anche in Italia; con questa canzone, infatti, il gruppo ha partecipato al Festivalbar 1989 e la canzone venne inserita nella compilation della manifestazione di quell'anno.
I dischi del gruppo sono stati pubblicati dall'etichetta discografica A&M. Si sono sciolti nel 1990, quando Kolsrud si è unito ai Guys in Disguise prima di avviare una carriera da solista mentre la Griehsel si è sposata con il cantante britannico Black.

## Discografia

### Album
- 1988 - Mirror

### Singoli
- 1988 - Downtown
- 1988 - Another Man
- 1989 - Writing on the Wall
- 1989 - Nearly There